# ارتفاعات و قله‌های هرمزگان
ارتفاعات و قله‌ها هرمزگان همان‌طور که معلوم است بخش عمده‌ای از استان هرمزگان را مناطق کوهستانی دربر گرفته‌است. این ارتفاعات نقش عمده‌ای در بارش‌های جوی استان ایفا می‌کنند. این ارتفاعات از طبیعت و وضعیت توپوگرافی خاصی برخوردار است، و از نقاط دیدنی استان هرمزگان به‌شمار می‌آید. ارتفاعات هرمزگان از جمله ناهموارترین مناطق جنوب ایران است، به گونه‌ای که برخی از ناهموارترین
و بلندترین ارتفاعات در این استان واقع شده‌است. در سلسله کوه‌های «کوه سفید» از طرف مغرب به بخش جناح و بیخه «فرامرزان»، و از سمت مشرق تا بون کوه زیر و کوه لوز و «بون کوه چهار برکه» و در امتداد این مرتفع پشتخه‌ها وغارها و اشکفتها و نرگهای بزرگی وجود دارد که جانوران درنده و حیات وحش در آن زندگی می‌کنند. از طرف دیگر برخی از این ارتفاعات به لحاظ ارتفاع و موقعیت طبیعی خود زمینه مناسبی جهت ورزش‌های کوهستانی فراهم آورده‌اند که از اهم آن‌ها می‌توان به موارد زیر
اشاره کرد:
- کوه فارغان (تشگرد) (بُونهَ)، هماگ که در کنار یال اصلی قرارگرفته در جنوب سیاهو شمال ان (فارغانات) و بخوان در منطقه بلند و کنار آتشکده و شهر فارغان، بخوان دهنه میمند، دهُو با درختان سردسیری مغذی چندین قله کوه از جمله تشگرد این کوه در ۷۸ کیلومتری شمال شهرستان بندرعباس با ارتفاعی برابر با ۳۲۶۷ متر ا ست وسعتی معادل ۱۱۰۰ کیلومتر مربع دارد. رشته کوه تَشگرد و بُخون همان تیدر بام استان هرمزگان قله بُونه تشگرد: این منطقه در شمال شهرستان بندرعباس و قسمت جنوبی شهرستان حاجی‌آباد قرارگرفته‌است و وسعت منطقه در حدود ۳۶۰۰۰ هکتار می‌باشد. این منطقه در قسمت مرتفع استان قرارگرفته و حداقل ارتفاع آن در حدود ۷۰۰ متر بالاتر از سطح دریا می‌باشد. کوه فارغان بلندترین ارتفاع استان هرمزگان از رشته کوه‌های زاگرس جنوبی است. تشگرد (tashgerd. کوه هماگ از غرب به روستای سیرمند از شرق به روستای هماگ از شمپاین سلسله به روستای سیروئیه، جائین، شمیل، فارغان و بخوان و جنوب را روستاهای سیاهو، زاکین، تنب سورو، تل گردو، سیخوران و جغدر در بر می‌گیرد از غرب به سیرمند، سهک مزرعه باغون و در غربی‌ترین دشت گهکم و تارم زمین شهری در کهن بوده وهست منابع کتاب فارغانات و فارغان زمین مؤلف آزین معتضد کیوانی صفحات بخش زون زاکرس مطاله بفرمائید. بیش از ۹۰ درصد مساحت منطقه را ارتفاعات تشکیل می‌دهند که در قسمت‌های غربی این ارتفاعات به صورت تپه ماهوری بوده و در قسمت‌های مرکزی و غربی اکثراً صخره ایی بوده و در آن چنان شیب زیاد دارند که گذر از آن‌ها تقریباً غیرممکن است. وجود کوهسارهای فراوان باعث جاری شدن رودخانه‌های دائمی و فصلی فراوان شده‌است. بر اثر شرایط خاص ژئولوژیکی منطقه، چشمه سارهای متعددی آب موردنیاز مردم محلی وحیات وحش را تأمین می‌کنند. آب و هوای منطقه گرم و خشک بوده و در ارتفاعات، زمستان‌های سرد و تابستان‌های معتدل می‌باشد. میزان نزولات آسمانی این منطقه نیز نسبت به سایر نقاط استان از شرایط بهتری برخورداراست و بین ۳۰۰ تا۴۰۰ میلی‌متر بارندگی، در سال گزارش شده‌است. این منطقه به علت برخورداری از تنوع زیستگاه‌ها، تغییرات ارتفاعی و اقلیم مناسب از پوشش گیاهی متنوع و مناسبی برخورداراست. مهم‌ترین حیات وحش منطقه را در ارتفاعات کل و بز و در ارتفاعات میانی قوچ و میش کارکارال، خرس سیاه، پلنگ، گربه وحشی، و در تپه‌ها و مناطق دشتی جبیر، روباه معمولی، کفتار گراز، خدنگ و انواع جوندگان تشکیل می‌دهند. پرندگان غالب منطقه از گونه‌های کبک و تیهو می‌باشند که در تمام فصول سال به وفور یافت می‌شوند. انواع پرندگان شکاری، جغدها و پرندگانی نظیر دیدوک زنبورخورها، کیلو، سبزقباها، باقرقره، سسک‌ها، دم جنبانک، چک چک و….. دراین منطقه زیست می‌کنند. خزندگان منطقه شامل انواع مار، آگاما، بزمچه و مارمولک می‌باشد. از نکات جالب توجه این منطقه وجود درختان سردسیری و گرمسیری می‌باشد. در اراضی پائین دست مناطق جنوبی بیشتر گونه‌های گرمسیری ازقبیل کهور، کنار، گیشور، استبرق، خرزهره، بید، پده و…. و در ارتفاعات میانی بادام کوهی، بادامک، بنه، قیچ، آبنوس، گون و در ارتفاعات بالا ارس، زیتون وحشی از گیاهان غالب منطقه می‌باشند. انواع میوه شامل نارنگی ـ انگور ـ گردو ـ خرما ـ انجیر ـ زردآلو می‌باشد.[۳]

- کوه شو یا ( کوه شب ) این کوه در صد ویک کیلومتری شمال شرقی بندر لنگه واقع شده‌است. این کوه دو هزار و ششصد و هشتاد و یک متر از سطح دریا ارتفاع دارد و یکی از بلندترین کوه‌های استان هرمزگان و جنوب ایران محسوب می‌شود. رودخانه شور از دامنه شمالی این کوه به طرف شرق جاری است.[۳]
- کوه گنو کوه گنو با ۲۳۴۷ متر ارتفاع در ۲۹ کیلومتری شمال غربی بندرعباس غربی بین دهستان‌های فین، سیاهو و ایسین واقع شده‌است. این کوه در مقایسه با آب و هوای گرم بندرعباس، آب و هوایی نسبتاً معتدل دارد و به همین مناسبت نیز از اهمیت زیست‌محیطی و تفریحگاهی برخوردار است.[۴]

- کوه ناخ رشته کوه ناخ کوه بلندی است در شمال دهستان کوخرد در بخش کوخرد شهرستان بستک در غرب استان هرمزگان در جنوب ایران واقع شده‌است. ارتفاع کوه ناخ از سطح دریا ۵۰۰۰ پا است. در قله این کوه چُک بلندی وجود دارد که به نام «چُک تُرُه» معروف است و از دور نمایان است، این کوه در مشرق هم ادامه پیدا کرده تا اینکه رسیده به کوه لاور و با هم رشته‌کوه‌های جنوبی[۵]گوده را تشکیل داده و به سمت مغرب ادامه دارد. کوه ناخ از طرف شمال دهستان کوخرد قرار دارد، فاصله دهستان تا «تَپهَ رَه» که اولین راه ورودی به کوه ناخ است یک کیلومتر بیشتر نیست، از طرف «تَپه رَه» یک راه شنی وجود دارد که می‌توان باماشین بداخل تنب (تپه) رفت، پُشت پر دراخی که سَرگرد تنگه شُمو است ۲ خانوار سکنه دارند، یکی به نام محمد محمود مَد کلانتر و دیگری به نام محمد عبدالکریم، این ۲ خانوار ۸ نفر جمعیت دارد.
- قله مهران در رشته کوه بشاگرد، منطقه چهارده روستا با ارتفاع ۲۰۴۶ متر قرار گرفته‌است از جمله کوه‌های استان هرمزگان می‌توان به این کوه‌ها نیز اشاره کرد:
- کوه میمند این کوه در ۸۰ کیلومتری شمال شهرستان بندرعباس با ارتفاعی برابر با۳۰۰۰ متر واقع شده ا ست.
- پشت کوه به ارتفاع ۴۵۳۶ متر در شمال شرق بندرعباس.
- کوه سیاه با ارتفاع ۲۲۱۶ متر در شمال غربی شهرستان بندر لنگه.
- کوه بناب .
- کوه مهرگان باارتفاع ۲۱۰۸ متر در شمال شرقی شهرستان بندر لنگه قرار دارد.
- کوه بندهوشدان .
- کوه سرملا .
- کوه سیبا .
- کوه دغ در غرب کوه تشگرد قرارگرفته .
- کوه جائین .
- کوه کلوک شمال فارغان .
- کوه سرخ آخرین مرز شمال هرمزگان .
- کوه چنگ خروسی .
- کوه بونه (بخوان) .
- کوه پالانی زرتوجی راونگ
- کوه تشگرد با بلند۳۲۶۶متر . کوه تشگرد از جنوبی‌ترین رشته کوه زاکرس و بلندترین کوه‌های جنوب محسوب هست از شمال خطه فارغانات شامل بخوان، نارمند، تیدر، شهر فارغان-دهنه میمند-نظام‌آباد-رحیم آباد و بندون-از بخش داخلی- تشگرد، هماگ بالاوپایین، توتنگ و بهشت گمشده گودبرزی و از ناحیه غربی -سیرمند -رائیز-پاچزاک- اشکفت گاوی- پس محرو- و پس کم -سیاهک و باغون -دق فینو از جنوب سیاهو و خرسین قرارگرفته و از چشمه‌های جوشان این کوه و قله ستبر که هر بخش ان نامی دارد کوه سیروئیه-کوه دغ-کوه چنگ خروسی- کوه بونه-کوه سیرمند. از گونه‌های گیاهی و درختی ایرانی و تورانی و زیست بهم آمیخته که نادرترین قله‌های ایران برگرفته از سایت فارغان کهن و دیرینه زیست تشگرد بایگانی‌شده  در ۶ ژانویه ۲۰۱۸ توسط Wayback Machine سرچ کنیم، به‌طور خلاصه می‌شود گفت که موزه‌ای از طبعت -خرس یوز پلنگ کل غوچ و دیگر موجودات دران زیست دارند ازجمله تنوع در گیاهان دارویی از غرب کوه بونه و کوه دغ در شمال بخوان آتشکده بخوان مشهود است.

- کوه سنچول یا سنگجو در ارتفاع بین ۱۰۰۰ متر از سطح دریا و در قسمت غربی استان هرمزگان و از سمت شرق به غرب به طول۴۰ کیلومتر دارای امتداد می‌باشد که این کشیدگی از روستای رستاق تا دهستان مقام ادامه دارد و کلیه آب‌های آن به بندر نخیلوه سرازیر می‌شود در بالای این کوه تأسیسات و دکل‌های مخابراتی وجود دارد.[۴]

- کوه زیر نام رشته‌کوهی است در جنوب ایران. کوه زیر در بخش کوخرد شهرستان بستک و در غرب استان هرمزگان در جنوب ایران واقع شده‌است. این رشته‌کوه از ارتفاعات جنوبی دهستان کوخرد شروع می‌شود و تا شمال کوه سفید ادامه دارد، و از سوی باختر به «کوه ده» و از سوی خاور به «بون کوه چهار برکه» محدود می‌شود.[۳]

## ارتفاع کوه زیر
ارتفاع این کوه از سطح دریا بین ۲۵۰۰ تا ۳۰۰۰ متر می‌باشد، این کوه به سمت باختر ادامه دارد و همچنین از سمت خاور به «بون کوه لوز» و به «کوه گوچی» پیوند دارد.
در منطقهٔ کوه زیر شکارگاه‌ها و تفریحگاه‌های زیادی وجود دارد، همچنین غارها و اشکفت‌های فراوانی نیز وجود دارند که کوهنوردان در شب‌های زمستانی در آن‌ها پناه می‌گیرند.
حیات وحش در پیرامون این رشته کوه شامل: شامل آهو، بز کوهی، پلنگ، یوزپلنگ، روباه، گرگ، خوک، کفتار، شغال، کبک، خرگوش، عقاب، شاهین، بادخور، قُمری، تیهو، فاخته. و صدها پرنده مختلف می‌باشد که متأسفانه امروزه به دلیل نبود نظارت کافی و شکار بی‌رویه و غیرمجاز، نسل اکثر این حیوانات در حال انقراض می‌باشد.
- کوه خآب یا « کوه پل تیر » نام رشته کوهی در غرب استان هرمزگان ایران است. این کوه‌ها در جنوب کوخرد قرار دارند و اولین رشته کوه‌های ساحلی خلیج فارس می‌باشد. کوه جنوبی دهستان کوخرد کوه بسیار بلندی است که ارتفاع آن از سطح دریا میان ۲۵۰۰ متر تا ۳۰۰۰ متر می‌رسد، و به نام کوه زیر معروف است، این کوه به سمت مغرب ادامه دارد. بزرگ‌ترین قله این کوه «قله کوه سفید» نامیده می‌شود. در مشرق «کوه زیر» و جنوب شرقی دهستان کوخرد و جنوب رودخانه مهران کوهی مجزا و مخروطی وجود دارد که به نام «کوه خآب» معروف است. ارتفاع این کوه در میان ۱۸۰۰ متر تا ۲۰۰۰ متر می‌رسد.[۴]

- کوه سفید رشته کوه بزرگی است در جنوب دهستان کوخرد شهرستان بستک و در جنوب استان هرمزگان ایران واقع است. این رشته کوه در بخش کوخرد و در شمال لاور نادردون قرار دارد. سلسله کوه‌های «کوه سفید» از طرف مغرب به بخش جناح و بیخهٔ فرامرزان، و از سمت مشرق تا بون کوه زیر و کوه لوز و بون کوه چهار برکه امتداد دارد.[۵]

## فهرست منابع و مآخذ
- زنده دل، دستیاران، حسن. (مجموعه کتاب‌های راهنمای جامع ایرانگردی استان هرمزگان)  ج۱. چاپ وانتشار ۱۹۹۸ میلادی.

.
- آزین معتضدکیوانی، فارغان، “ «نگاهی اجمالی بر جغرافیایِ تاریخیِ فارغان زمین» “. چاپ اول، انتشارات استادان دانشگاه کتابشناسی۷۵۷۰۳۴۰ شابک۵-۰۹-۷۶۶۱-۶۲۲-۹۷۸ سال انتشار ۱۴۰۰ هجری شمسی.
- محمدیان، کوخری، محمد، “ «به یاد کوخرد» “، ج۲. چاپ اول، دبی: سال انتشار ۲۰۰۳ میلادی.
- محمد، صدیق «تارخ فارس» صفحه‌های (۵۰ ـ ۵۱ ـ ۵۲ ـ ۵۳)، چاپ سال ۱۹۹۳ میلادی.
- محمدیان، کوخردی، محمد،  (شهرستان بستک و بخش کوخرد) ، ج۱. چاپ اول، دبی: سال انتشار ۲۰۰۵ میلادی.
- الکوخردی، محمد، بن یوسف، (کُوخِرد حَاضِرَة اِسلامِیةَ عَلی ضِفافِ نَهر مِهران Kookherd, an Islamic District on the bank of Mehran River) الطبعة الثالثة، دبی: سنة ۱۹۹۷ للمیلاد.